# Симфонический оркестр Эль-Пасо
Симфонический оркестр Эль-Пасо (англ. El Paso Symphony Orchestra) — американский симфонический оркестр, базирующийся в городе Эль-Пасо (Техас).
Первый оркестр в Эль-Пасо был создан в 1893 году, однако современный коллектив ведёт свою историю от учреждения в 1929 году Симфонического общества, занявшейся организацией нового оркестра. В 1930 году формирующийся коллектив возглавил дирижёр Хайн Артур Браун, 26 января 1931 года оркестр дал первый концерт. Второй руководитель оркестра Орландо Барера в 1950-е гг. благодаря своему мировому опыту смог привлечь для выступлений с коллективом таких выдающихся международных солистов, как Клаудио Аррау, Виктория де лос Анхелес, Чезаре Сьепи. В 1996 году оркестр гастролировал в Германии, в 2000 году в Турции.

## Главные дирижёры
- Хайн Артур Браун (1930—1951)
- Орландо Барера (1951—1971)
- Уильям Кирш (1971—1974)
- Абрахам Чавес (1975—1992)
- Гюрер Айкал (1992—2004)
- Сара Иоаннидес[англ.] (2005—2011)
- Богуслав Раттай (с 2013 года)